# 尼德罗夫
尼德罗夫（法語：Niderhoff，法語發音：[nidəʁɔf]）是法国摩泽尔省的一个市镇，属于萨尔堡-萨兰堡区。

## 地理
尼德罗夫（48°38'15"N, 7°0'25"E）面积5.3 平方千米，位于法国大東部大區摩泽尔省，该省份为法国东北部内陆省份，是洛林的一部分，西南接默尔特-摩泽尔省，东临下莱茵省，北与卢森堡和德国接壤。
与尼德罗夫接壤的市镇（或旧市镇、城区）包括：贝尔特朗布瓦、弗拉凯尔凡、拉夫兰博勒、拉讷沃维尔-莱洛尔坎、梅泰里圣基兰。
尼德罗夫的时区为UTC+01:00、UTC+02:00（夏令时）。

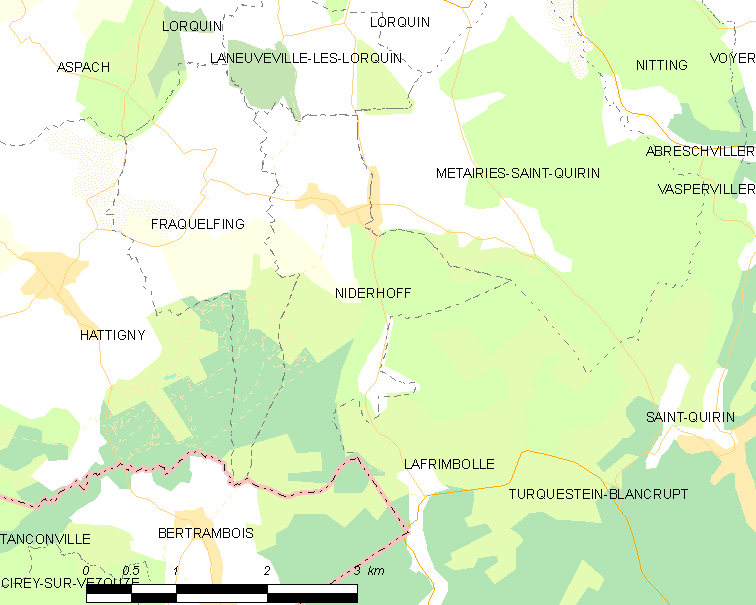
尼德罗夫的OSM定位图

## 行政
尼德罗夫的邮政编码为57560，INSEE市镇编码为57504。

## 政治
尼德罗夫所属的省级选区为法尔斯堡县。

## 人口

1962-2008年间尼德罗夫人口变化图示

尼德罗夫于2022年1月1日时的人口数量为277人。